# Konter (Sport)
Ein Konter ist die Bezeichnung für eine spezielle Situation und der daraus resultierenden Handlung, zumeist bei Ballspielen. Dabei gilt die Voraussetzung, dass eine Spielpartei (Mannschaft oder Einzelspieler) eine Form der Überlegenheit oder Dominanz auf den Gegner ausübt und damit spielbestimmend ist. Wenn diesem Spieler dabei ein Fehler unterläuft und der zuvor auf Verteidigung bedachte Gegner plötzlich die Initiative ergreifen kann und das Überraschungsmoment zu seinen Gunsten ausnutzt, spricht man von einem Konter. Dabei kommt dem Konterspieler zugute, dass der einstige Angreifer nicht auf die neue Situation vorbereitet ist, also dem Konter ungeordnet begegnet, da seine Aktionen zuvor auf Angriff ausgerichtet waren. Dadurch ist für ihn die Situation gefährlicher als die einer geordneten Defensivaktion.
Ein Konter ist keine Besonderheit, die in Regeln definiert werden muss, sondern Bestandteil des regulären Spielablaufs. Da ein Konter je nach Sportart verhältnismäßig häufig zu Punkt- oder Torentscheidungen führt, ist das Konterspiel eine mögliche Spielstrategie.

## Konter in verschiedenen Sportarten

### Basketball
Ein speziell im Basketball gebräuchlicher Begriff für einen Konter ist Fast break (deutsch schneller Durchbruch). Ein meist nach einem Rebound, Steal oder Turnover schnell eingeleiteter Angriff, der mit einem sofortigen Korbversuch abgeschlossen wird, wobei der gegnerischen Mannschaft keine Zeit zur Formierung der Abwehr gelassen wird. Basketball wird allgemein zu den schnellsten Mannschaftssportarten gezählt.

### Fußball
Im Fußball gab es immer Mannschaften, die verstärkt dieses Mittel einsetzen, insbesondere wenn zu erwarten ist, dass diese Mannschaft einem Gegner potentiell unterlegen ist. Die geordnete Offensive ist dann selten ein probates Mittel, um zum Erfolg zu kommen.

### Tennis
Beim Tennis entspricht ein Konter immer einem direkten Punktgewinn. Der Konter erfolgt in der Regel aus bedrängter Situation von der Grundlinie gegen den angreifenden Spieler, der bis dahin den Ballwechsel dominiert. Ein Fehlschlag aus solch einer Situation wird nicht als Konterversuch, sondern als erzwungener Fehler gewertet.

### Tischtennis
Im Tischtennis stellt der Konter eine Schlagtechnik dar, die es einem Spieler ermöglicht, bei einem gegnerischen Angriff die Initiative wieder an sich zu reißen, siehe Tischtennis#Spieltechniken.